# Günter Grünwald

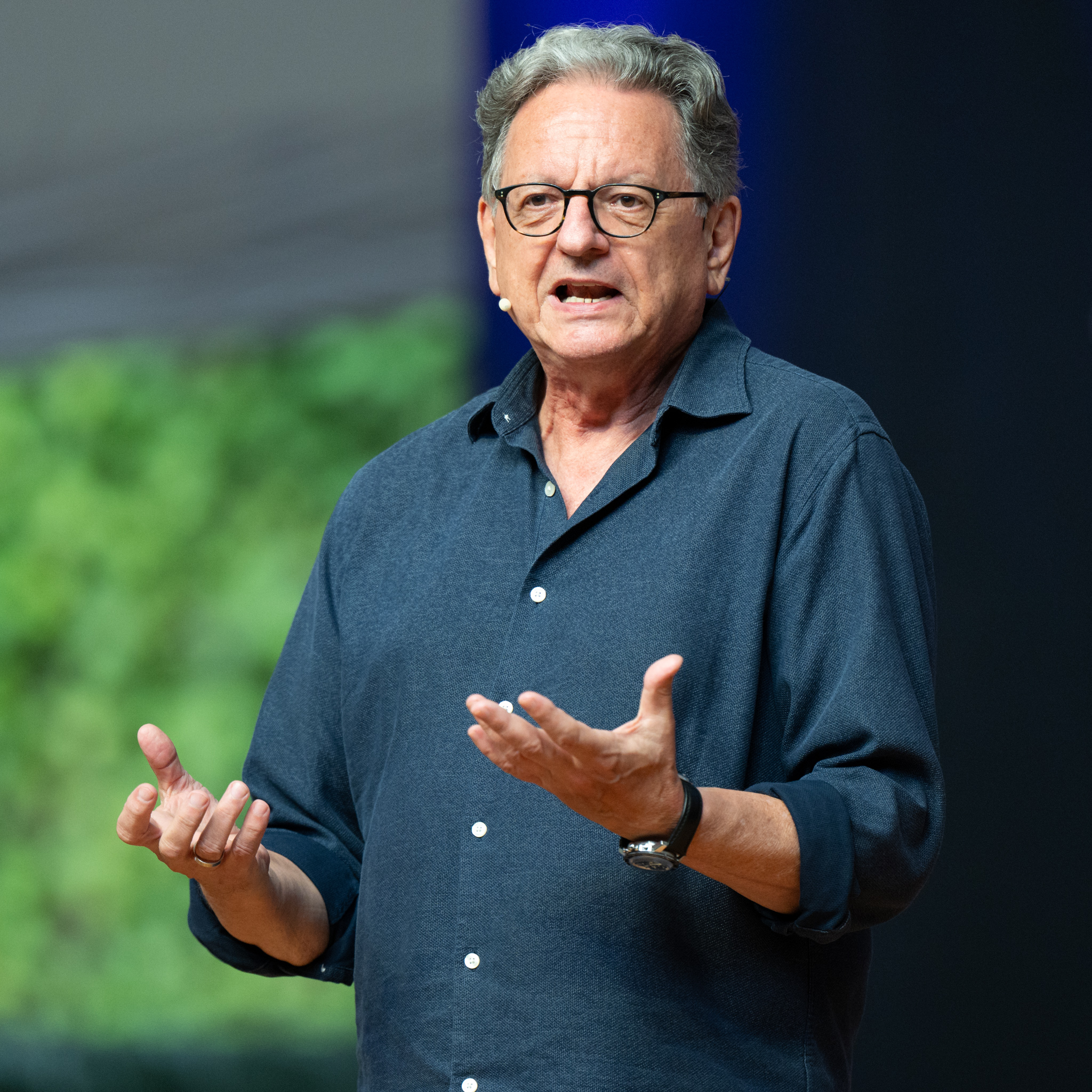
Günter Grünwald (Juli 2024)

Günter Grünwald (* 27. November 1956 in Ingolstadt) ist ein deutscher Komiker und Kabarettist.

## Werdegang

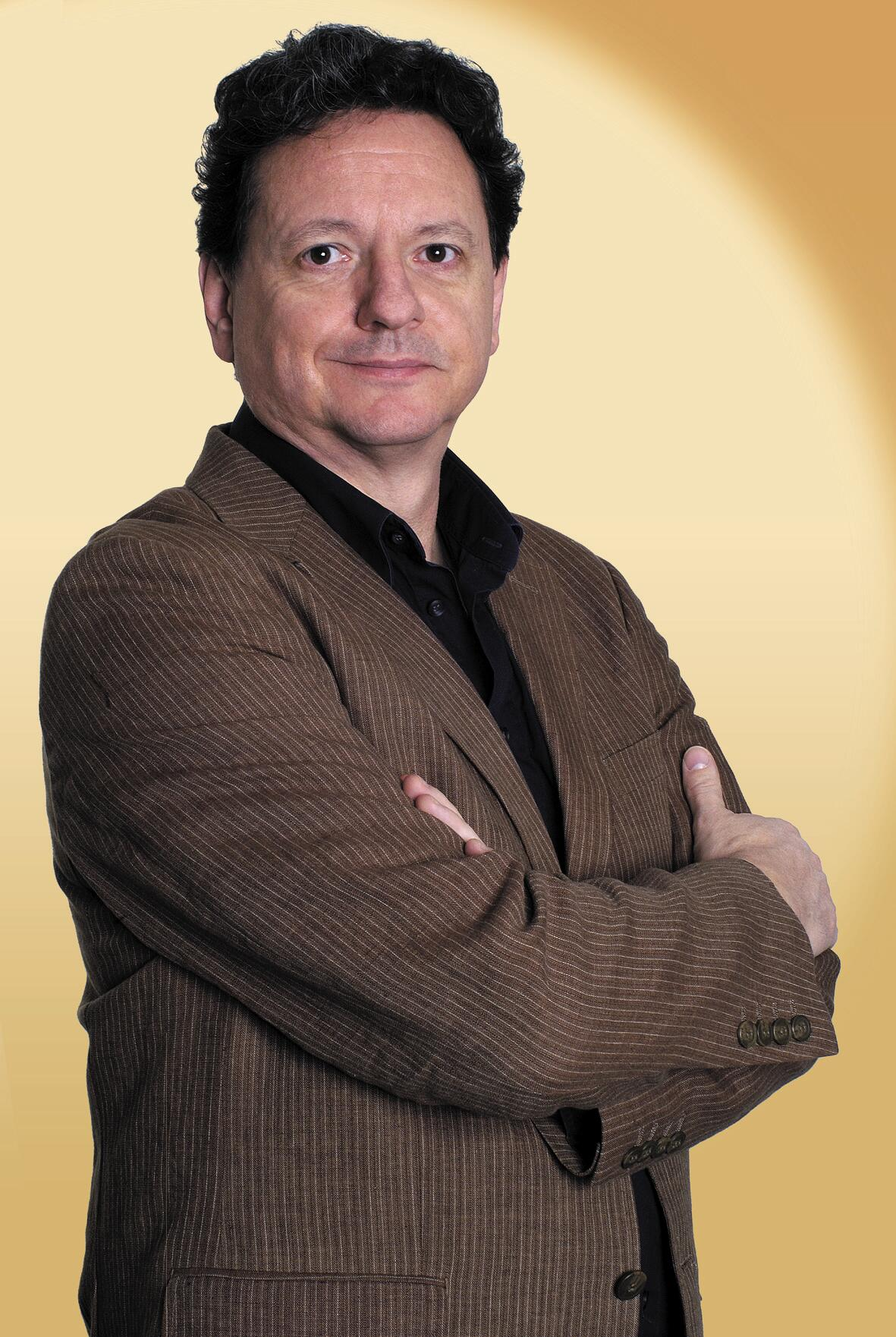
Günter Grünwald (2006)

Günter Grünwald wuchs in Ingolstadt auf, besuchte dort die Grundschule und die Hauptschule. Nach vielfältigen Tätigkeiten auf dem Bau, als Lagerist in einem Kaufhaus, als Inhaber eines Naturkost- und eines Schallplattenladens startete er Mitte der 1980er Jahre eine Laufbahn als Kabarettist. Er schreibt bis heute alles selbst. Um sich angesichts der zahlreichen Wiederholungen auf Tourneen mit dem Programmtext nicht zu langweilen, improvisierte er von Beginn an ausgiebig. Seit er 1988 das Passauer Scharfrichterbeil verliehen bekam und sein Bekanntheitsgrad anstieg, können er und seine Familie von seiner Bühnen- und Fernsehtätigkeit leben.
1996 trat Grünwald für Bündnis 90/Die Grünen bei der Wahl zum Oberbürgermeister der Stadt Ingolstadt an und erreichte 4,81 Prozent.
Medial trat Grünwald zunächst zusammen mit Andreas Giebel und anderen Komödianten und Kabarettisten im Bayerischen Fernsehen auf, unter anderem in den Sendungen Kanal fatal und Die Komiker. Ab dem 7. März 2003 hatte er mit Grünwald Freitagscomedy eine eigene Late-Night-Show, die monatlich ausgestrahlt wurde. Am 11. Oktober 2024 wurde die 200. und letzte Folge der Sendung ausgestrahlt.
Im Oktober 2024 kündigte Grünwald das Ende seiner Bühnenkarriere aus gesundheitlichen Gründen an. Am 17. Dezember des Jahres trat er dann im Festsaal des Ingolstädter Stadttheaters zum letzten Mal mit seinem Programm Das kann doch wohl nicht mein Ernst sein auf.

## Privates
Grünwald ist verheiratet. Er hat vier Töchter und einen Sohn.
Zudem spielt Grünwald seit den 1970er Jahren E-Gitarre in diversen Bands. Aufgrund seiner Kabarett-Karriere musste er seine Tätigkeit als Musiker stark reduzieren. Erst 2020 änderte sich dies durch die Zusammenarbeit mit der Zydeco-Blues-Gruppe Rad Gumbo.

## Stil
Grünwald selbst bezeichnet sich ironisch als „Botschafter des guten Geschmacks“ und verwendet bei Auftritten seinen Heimatdialekt. Grünwalds Humor und Wortwahl sind oft sehr deftig und derb, gerne und ausgiebig macht er von bayerischen Schimpfwörtern Gebrauch.
Seine Parodien verbeugen sich vor „den beiden Klassikern der Kabarett-Kunst Karl Valentin und Gerhard Polt“.
Ab 2019 lief sein Programm Definitiv vielleicht (der Titel ist eine wortwörtliche Übersetzung des Oasis-Debütalbums Definitely Maybe).

## Fiktive Personen und Gegenstände
Im Rahmen seiner Werke schuf Günter Grünwald nicht nur diverse fiktive Persönlichkeiten, sondern auch einige fiktive Orte und Gegenstände, die er auch gerne in humoristischen Werbespots einsetzt.
- Hausmeister Vinzenz Bamberger, ein absoluter Brachialprolet, chauvinistisch und selten nüchtern, hatte seine ersten Auftritte in frühen, sehr derben Sketchen (Drecksaunummer), später in leicht gemäßigter Form bei Kanal fatal und Hallo Schröder
- Jacques Sacques, der größte Modeschöpfer von Mindelstetten, eine Parodie auf den Modeschöpfer Rudolph Moshammer
- Bonzo, sein „Bodyguard“ aus dem bosnischen Popovic, tritt häufiger als Händler von „vom Lastwagen gefallenen“ Flachbildschirmen, „Photovoltanlagen“ und Gewürzmischungen auf
- Joe Waschl, ein lässig kochender und dem Alkohol nicht unbedingt abgeneigter Fernsehkoch, mit Assistentin Rosinerl (Rosetta Pedone) (eine Parodie auf den aktuellen Kochshow-Boom in Deutschland und insbesondere auf Alfons Schuhbeck)
- Wettersepp (früher: Jodelsepp), der extrem unverständlich nuschelt
- Der Depp, ein archetypisches, in vielen seiner Geschichten auftretendes Individuum, welches sich durch notorisch kontraproduktives und stupides Verhalten auszeichnet; der Depp bleibt dabei stets anonym und es ist daher möglich, dass es sich bei ihm nicht immer um dieselbe Person handelt
- Gaggi Stangerl, ein Fitness-Trainer, der auf einen runden, durch regelmäßige Weißbierzufuhr in Form gehaltenen Bauch steht (Gaggi=geläufiger bayerischer Kosename u. a. für Jakob, Stangerl=dünne Stange)
- Die Schoaßboandls, ein Ehepaar, das versucht, sich gegenseitig aus dem Weg zu gehen (Schoaß=Furz, Boandl=Knöchlein)
- der Huberbauer, ein einfach gestrickter Landwirt

Frühere Charaktere:
- Dr. Ulrich Kotmann, ein völlig unfähiger bayerischer Landtagsabgeordneter
- Sigi und Chocko, zwei dumpfe Sprücheklopfer aus seinen frühen Programmen; in der Willy-Astor-Show kongenial von Günter Grünwald und Willy Astor dargestellt, später auch in Grünwalds Programmen übernommen, dort aber unter dem Namen Strapsi und Chocko
- Toto & Lotto, zwei durchgeknallte Polizisten analog der Fernsehserie Toto & Harry
- Schaumberger Wigg
- Ernst Mosch und seine Original Kinderschänder, eine Parodie auf Ernst Mosch und seine Original Egerländer Musikanten
- Heinz am Kiosk, der mit Elli (Monika Gruber) plaudert und, falls die mal im Urlaub ist, mit Lilli (Eva Mähl)
- Disco Heinz, ein Zuhälter, der auf der Straße lebt

## Grünwaldsches Lebkuchengesetz
Grünwald ist erklärter Gegner des Verkaufs von Weihnachtsgebäck vor dem 9. November eines jeden Jahres. Er nennt es das „Grünwaldsche Lebkuchengesetz“:

„Das Inverkehrbringen und Verzehren von Lebkuchen und ähnlich gelagerter weihnachtlicher Backwaren vor dem 9. November des jeweilig aktuellen Jahres wird mit Gefängnis nicht unter vier Jahren bestraft. Wahlweise gibt es zwölf Bockfotzn.“

## Trivia
- In seiner Sendung Grünwald Freitagscomedy und in Die Komiker kamen immer wieder Ortschaften (z. B. Tauberfeld) aus seinem Heimatlandkreis Eichstätt sowie die Stadt Ingolstadt vor.
- Grünwald hat eine gewisse Abneigung gegen Anglizismen. Als besonders unschön empfindet er das in vielen Geschäften im Zuge von Schlussverkäufen verwendete Wort „sale“ (was auf Französisch übrigens „dreckig“ heißt), welches er in der Sendung öfters anprangert und offiziell durch das von ihm erfundene Wort „Mumpf“ ersetzt sehen möchte.
- Grünwald trug zwischenzeitlich in den Ausgaben seiner Late-Night-Show Grünwald Freitagscomedy einen Anti-Hitler-Button an seinem Anzug, was auf den Einzug der NPD in einige Landtage zurückging.[9]

## Filmografie (Auswahl)
- 3satfestival
- Günter Grünwald – Der Botschafter des guten Geschmacks
- Quer ... durch die Woche
- Ottis Schlachthof
- Unter vier Augen
- Neues aus der Anstalt
- Kanal fatal
- Anwalt Abel
- Muttertag
- Café Meineid
- Herbert und Schnipsi
- 1994: Schartl (Film von Sigi Zimmerschied)
- 1996: und keiner weint mir nach (als Elektromeister Bertele in einem Film von Joseph Vilsmaier)
- 1998–2003: Die Komiker
- 1999: Hallo Schröder
- 2003–2024: Grünwald Freitagscomedy
- 2005: Die Rosenheim-Cops – Nur der Mond schaut zu
- 2006: Die Rosenheim-Cops – Schöner Hannes, toter Hannes
- 2006: Die Rosenheim-Cops – Erpresser leben gefährlich
- 2007: Gipfeltreffen
- 2009: Normal is des ned

## Kabarett-Soloprogramme
- 1988: Hart an der Scherzgrenze

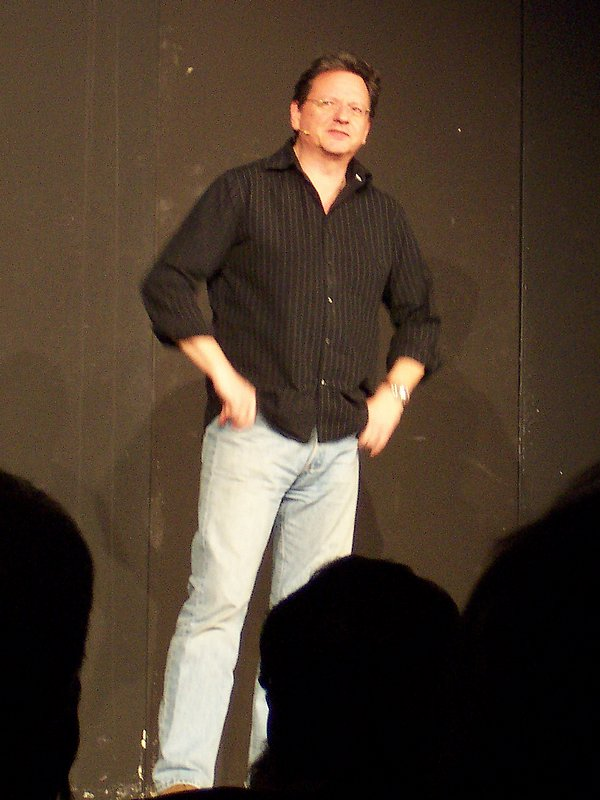
Günter Grünwald live (2006)

- 1992: Mit beiden Beinen in der Scheiße
- 1994: Einlauf
- 1998: Arschgeigenparade
- 2002: Der Botschafter des guten Geschmacks
- 2005: Glauben Sie ja nicht, wen Sie da vor sich haben
- 2008: Gestern war heute morgen
- 2012: Da sagt der Grünwald Stop!
- 2015: Deppenmagnet
- 2019: Definitiv vielleicht
- 2024: Das kann doch wohl nicht mein Ernst sein

## Diskografie
- 1984: United Cervelat; als Gitarrist der Ingolstädter Funk-Rock-Band
- 1988: Hart an der Scherzgrenze
- 1990: Tausend Geräusche in Stereo; mit Ali Schlamp
- 1992: Mit beiden Beinen in der Scheiße
- 1997: Einlauf
- 1998: Arschgeigenparade
- 1999: Hausmeister Bamberger
- 2000: Der Komiker
- 2001: Live im Lustspielhaus
- 2002: Der Botschafter des guten Geschmacks
- 2004: Der Botschafter des guten Geschmacks – DVD
- 2005: Glauben Sie ja nicht, wen Sie da vor sich haben
- 2009: Glauben Sie ja nicht, wen Sie da vor sich haben – DVD
- 2009: Gestern war heute morgen
- 2014: Da sagt der Grünwald Stop – DVD

## Auszeichnungen (Auswahl)
- 1988: Passauer Scharfrichterbeil[10]
- 1989: Obernburger Mühlstein – (Publikumspreis)
- 1989: Barocke Sau vom Bodensee[11]
- 2005: Bayerischer Kabarettpreis – (Hauptpreis)
- 2008: Aufnahme in die „Signs of Fame“ des völkerverbindenden Friedensprojekts „Fernwehpark“
- 2017: Sigi-Sommer-Taler

## Sonstiges
Grünwald drehte 2008 mit Monika Gruber die Reihe Normal is des ned im Auftrag des Bayerischen Fernsehens.